# René Barthel
René Barthel (* 1982) ist ein deutscher Politiker (CDU) und Abgeordneter im Landtag von Sachsen-Anhalt.
René Barthel ist Betriebswirt. Er trat 2015 in die CDU ein und vertritt sie im Stadtrat der Lutherstadt Eisleben. Bei der Landtagswahl in Sachsen-Anhalt 2021 erhielt er ein Direktmandat im Wahlkreis Eisleben.